# Zoe Pound
Zoe Pound es una pandilla criminal fundada en Miami, Florida, creada por inmigrantes haitianos a mediados de la década de 1990.

## Etimología
"Zoe'" es la variante anglizada de la palabra zo, derivada del criollo haitiano para "hueso", ya que los miembros eran conocidos por ser "duros hasta los huesos". Cuando surgían conflictos contra los haitianos, serían la libra para tomar represalias; así nació el nombre de la pandilla callejera, "Zoe Pound". "Libra" también puede significar "Poder de (los) negros unificados (en) la divinidad".

## Historia
Habiéndose ramificado desde Miami a principios de la décadas de los 2000´s previas a 2010, se sabe que están involucrados en tráfico de drogas y robos y delitos violentos relacionados en apoyo de sus actividades de tráfico de drogas en Evansville, Indiana.
En 2004, seis líderes de Zoe Pound fueron arrestados por cargos de extorsión y conspiración en Fort Pierce, Florida, después de que las oficinas del Departamento de Cumplimiento de la Ley de Florida convencieran a varios pandilleros para que testificaran en la acusación.